# Antony (labdarúgó)
Antony Matheus dos Santos vagy egyszerűen Antony (Osasco, São Paulo, 2000. február 24. –) olimpiai bajnok, brazil válogatott labdarúgó, a Premier League-ben szereplő Manchester United játékosa. Posztját tekintve csatár.
Antony a São Paulo utánpótlás csapatában kezdte meg pályafutását és a felnőtt csapatban 52 mérkőzésen 6 gólt lőtt. 2020-ban csatlakozott az Ajax csapatához, ahol 25 gólt szerzett 82 mérkőzésen, nyerve két holland bajnoki címet és egyszer a holland kupát. Miután kiemelkedően játszott Hollandiában, Erik ten Hag magával vitte a Manchester United csapatába, 2022 szeptemberében, 81 millió fontért. Minden idők legdrágább Eredivisie-játékosa lett.
Az U23-as brazil válogatottal olimpiai bajnok lett 2020-ban. Debütálásán a felnőtt csapatban gólt szerzett Venezuela ellen.

## Pályafutása

### Klubcsapatokban

#### São Paulo
Osascoban született, Antony 2010-ben csatlakozott a brazil São Paulo FC akadémiájához. 2018-ban csapata megnxerte a J League Challenge tournamentet Japánban, ahol a brazil szélsőt szavazták meg a torna játékosának.
2018. szeptember 26-án Antony-t Helinhoval és Igor Gomessel együtt felhívták a felnőtt csapathoz, és egy 2023-ig szóló szerződést írt alá a klubbal. Majd november 15-én debütált, ahol Helinho cseréjeként lépett pályára egy 1–1-es döntetlen alkalmával a Grêmio ellen.

#### Ajax
2020. február 23-án, a Eredivisieben szereplő Ajax megszerezte Antony-t, a brazil játékos egy öt évre szóló szerződést írt alá. 2020. szeptember 13-án szerezte első gólját az Ajax színeiben, egy 1-1-es győzelem alkalmával a Sparta Rotterdam ellen. Majd a SBV Vitesse ellen ismét betalált megszerezve ezzel második bajnoki gólját. 2020. november 3-án megszerezte élete első Bajnokok Ligája gólját a dán Midtjylland ellen.
A 2020–2021-es szezonban Antony David Neressel küzdött a jobbszélsői pozícióért, ahol végül felülkerekedett és 46 pályára lépése volt az évben, 11 góllal és 10 gólpasszal. Gólt szerzett a kupadöntőben is, amit az Ajax 3–1-re megnyert a Vitesse ellen. Ezzel a fővárosi csapat duplázott, megnyerve a bajnokságot is. A következő szezonban, annak ellenére, hogy az Ajax leszerződtette Mohamed Daramy-t és Steven Berghuis-t, Antony megtartotta pozícióját. A Sporting CP és a Borussia Dortmund ellen két gólja és négy gólpassza volt, aminek segítségével az Ajax lett az első holland csapat, ami megnyerte az összes mérkőzését a Bajnokok-ligája csoportkörében. Decemberben három góljával és egy gólpasszával kiérdemelte a hónap játékosa és a hónap tehetsége díjakat. Március 20-án Antony a 95. percben szerezte meg a győztes gólt a De Klassieker derbin a Feyenoord ellen, mielőtt kiállították volna egy második sárgalappal, időhúzásért. Kilenc nappal később, miközben egy világbajnoki selejtezőn játszott a brazil válogatottban, bokasérülést szenvedett, aminek következtében ki kellett hagynia a szezon hátralévő részét.
Augusztus 6-án tért vissza a csapatba, a Fortuna Sittard elleni bajnokin. A 2022–2023-as szezon előtt egyértelmű volt, hogy a játékos el akarta hagyni a csapatot. Miután az Ajax elutasította a Manchester United érdeklődését, beleértve egy 85 millió eurós ajánlatot, a játékos nem volt hajlandó edzeni és nem volt a keretben a Sparta Rotterdam és az Utrecht elleni mérkőzésekre. Egy interjúban, amit Fabrizio Romano készített vele, Antony elmondta, hogy már februárban el akarta hagyni a csapatot, de hajlandó volt a nyári átigazolási időszak végéig várni. Elutasította az Ajax szerződéshosszabbítási ajánlatát, hogy „követhesse álmait.”

#### Manchester United

##### 2022–2023-as szezon: debütáló szezonja
2022. augusztus 30-án az angol rekordbajnok Manchester United bejelentette hogy 81 millió font ellenében megszerezte az brazil szélsőt az Ajax csapatától. Két nappal később aláírt egy öt éves szerződést a csapattal. 81 millió fontos ára a harmadik legmagasabb, amit a Manchester United valaha kifizetett, Paul Pogba és Romelu Lukaku után. Az Ajax és az Eredivisie történetének legdrágább játékosa. Mezszáma az Edinson Cavani által azon a nyáron elhagyott 21 lett. Az átigazolást azóta tökéletes példájának tekintik, hogy a United a Glazer-család irányítása alatt milyen rosszul költött, nagyon nehéz pénzügyi helyzetbe helyezve a csapatot.
2022. szeptember 4-én, kezdőként debütált a bajnokságban az Arsenal ellen, majd a 35. percben első gólját is megszerezte a 3-1-es győzelemmel záródó mérkőzésen. Következő két bajnokiján is betalált, a Manchester City és az Everton ellen, amivel az első játékos lett a Manchester United történetében, aki első három bajnokiján gólt tudott szerezni.
A világbajnokságról visszatérve január első két kupamérkőzésén mind betalált, az Everton ellen az FA-Kupában január 6-án, majd négy nappal később a ligakupában a Charlton Athletic ellen. Február 23-án ő szerezte a győztes gólt az FC Barcelona ellen az Európa-ligában, amivel a United kiejtette a spanyol csapatot, és amit később a szezon United-góljának is megválasztották. Három nappal később megnyerte első trófeáját a csapattal. 2023. május 25-én súlyos bokasérülést szenvedett, a klub azt nyilatkozta, hogy véget ért a brazil támadó debütáló szezonja. Ennek ellenére mindössze három nappal később Erik ten Hag bejelentette, hogy Antony játszhat az egy nappal későbbi FA-Kupa-döntőben, de végül nem szerepelt.

##### 2023–napjainkig: nehéz időszak, kölcsön
Azt követően, hogy az előző szezon végén és 2023 augusztusában több nő is családon belüli erőszakkal vádolta a labdarúgót, a Manchester United bejelentette, hogy közös megegyezéssel úgy döntöttek, hogy a brazil támadó nem tér vissza a csapathoz a közeljövőben a szeptemberi válogatott szünet után. A hónap végén a United közölte, hogy Antony visszatér edzésre, miután a brazil és az angol rendőrséggel is együttműködött.
A 2024–2025-ös szezon első ligakupa-mérkőzésén betalált a Barnsley ellen, a United 7–0-ra nyert. Januárban kölcsönadták a Real Betis csapatának.

### A válogatottban
2021. június 17-én Antony-t behívták a brazil U23-as válogatott keretébe a 2020. évi nyári olimpiai játékok idejére. Brazília mind a hat mérkőzésén kezdőként lépett pályára a torna során. A döntőben a  Spanyol válogatott ellen kiosztott egy gólpasszt Malcomnak a hosszabbításban, ezzel megnyerve Brazíliának a trófeát.
2021. október 7-én debütált a Brazil válogatottban egy világbajnoki selejtező alkalmával Venezuela ellen. A 77. percben csereként lépett pályára, és a hosszabbításban gólt szerzett, ezzel beállítva a 3–1-es végeredményt. 2023 szeptemberében behívták a 2026-os világbajnoki selejtezőkre, de családon belüli erőszak vádjai után eltávolították a keretből.

## Statisztika

### Klubcsapatokban
2025. április 6-i adatok alapján.
| Klub                    | Szezon         | Liga           | Liga | Liga | Kupa | Kupa | Ligakupa | Ligakupa | Nemzetközi | Nemzetközi | Más | Más | Összes | Összes |
| Klub                    | Szezon         | Bajnokság      | P.   | Gól  | P.   | Gól  | P.       | Gól      | P.         | Gól        | P.  | Gól | P.     | Gól    |
| ----------------------- | -------------- | -------------- | ---- | ---- | ---- | ---- | -------- | -------- | ---------- | ---------- | --- | --- | ------ | ------ |
| São Paulo               | 2018           | Série A        | 3    | 0    | 0    | 0    | —        | —        | 0          | 0          | —   | —   | 3      | 0      |
| São Paulo               | 2019           | Série A        | 29   | 4    | 1    | 0    | —        | —        | 1          | 0          | 14  | 2   | 45     | 6      |
| São Paulo               | 2020           | Série A        | 0    | 0    | 0    | 0    | —        | —        | 2          | 0          | 2   | 0   | 4      | 0      |
| São Paulo               | Összes         | Összes         | 32   | 4    | 1    | 0    | —        | —        | 3          | 0          | 16  | 2   | 52     | 6      |
| Ajax                    | 2020–21        | Eredivisie     | 32   | 9    | 4    | 1    | —        | —        | 10         | 1          | —   | —   | 46     | 11     |
| Ajax                    | 2021–22        | Eredivisie     | 23   | 8    | 3    | 2    | —        | —        | 7          | 2          | 0   | 0   | 33     | 12     |
| Ajax                    | 2022–23        | Eredivisie     | 2    | 1    | 0    | 0    | —        | —        | 0          | 0          | 1   | 1   | 3      | 2      |
| Ajax                    | Összes         | Összes         | 57   | 18   | 7    | 3    | —        | —        | 17         | 3          | 1   | 1   | 82     | 25     |
| Manchester United       | 2022–23        | Premier League | 25   | 4    | 5    | 1    | 5        | 1        | 9          | 2          | —   | —   | 44     | 8      |
| Manchester United       | 2023–24        | Premier League | 29   | 1    | 4    | 2    | 1        | 0        | 4          | 0          | —   | —   | 38     | 3      |
| Manchester United       | 2024–25        | Premier League | 8    | 0    | 0    | 0    | 2        | 1        | 4          | 0          | 0   | 0   | 14     | 1      |
| Manchester United       | Összes         | Összes         | 62   | 5    | 9    | 3    | 8        | 2        | 17         | 2          | 0   | 0   | 96     | 12     |
| Real Betis (kölcsönben) | 2024–25        | La Liga        | 9    | 2    | —    | —    | —        | —        | 5          | 2          | —   | —   | 14     | 4      |
| Karrier összes          | Karrier összes | Karrier összes | 160  | 29   | 17   | 6    | 8        | 2        | 42         | 7          | 17  | 3   | 244    | 47     |

1. ↑  Magába foglalja a Copa do Brasil, a KNVB Cup és az FA-Kupa mérkőzéseit
2. 1 2  Pályára lépés(ek) a Copa Libertadores mérkőzésein
3. 1 2  Pályára lépés(ek) a Campeonato Paulista mérkőzésein
4. ↑  Négy pályára lépés a Bajnokok Ligája mérkőzésein, hat pályára lépés az Európa Liga mérkőzésein
5. 1 2 3  Pályára lépés a Bajnokok Ligája mérkőzésein
6. ↑  Pályára lépések a holland szuperkupában
7. 1 2  Pályára lépések az Európa-ligában
8. ↑  Pályára lépések az UEFA Konferencia Ligában

### A válogatottban
2023. március 25-i adatok alapján
| Válogatott | Év     | Pályára lépés | Gól |
| ---------- | ------ | ------------- | --- |
| Brazília   | 2021   | 5             | 1   |
| Brazília   | 2022   | 10            | 1   |
| Brazília   | 2023   | 1             | 0   |
| Összes     | Összes | 16            | 2   |

### Gólok a válogatottban
| #  | Dátum            | Helyszín                                       | Ellenfél  | Állás | Végeredmény | Kiírás                                      |
| -- | ---------------- | ---------------------------------------------- | --------- | ----- | ----------- | ------------------------------------------- |
| 1. | 2021. október 7. | Estadio Olímpico de la UCV, Caracas, Venezuela | Venezuela | 3–1   | 3–1         | 2022-es Világbajnokság selejtező (CONMEBOL) |
| 2. | 2022. február 1. | Estádio Mineirão, Belo Horizonte, Brazília     | Paraguay  | 3–0   | 4–0         | 2022-es Világbajnokság selejtező (CONMEBOL) |

## Sikerei, díjai
Ajax
- Eredivisie: 2020–2021, 2021–2022
- KNVB Cup: 2020–2021[41]

Manchester United
- Angol ligakupa: 2022–2023
- Angol kupagyőztes: 2023–2024

Brazília U23
- Nyári Olimpiai Játékok: 2020

Egyéni
- Eredivisie A Hónap Játékosa: 2020. december
- Eredivisie A Hónap Tehetsége: 2020. december
- Manchester United – A szezon gólja: 2022–2023[27]

## Fordítás
Ez a szócikk részben vagy egészben  az   Antony (footballer, born 2000) című angol Wikipédia-szócikk fordításán alapul.  Az eredeti cikk szerkesztőit annak laptörténete sorolja fel. Ez a jelzés csupán a megfogalmazás eredetét és a szerzői jogokat jelzi, nem szolgál a cikkben szereplő információk forrásmegjelöléseként.